# NGC 5131
NGC 5131 is een spiraalvormig sterrenstelsel in het sterrenbeeld Jachthonden. Het hemelobject werd op 24 april 1865 ontdekt door de Duits-Deense astronoom Heinrich Louis d'Arrest.

## Synoniemen
- UGC 8422
- MCG 5-32-14
- ZWG 161.43
- PGC 46819